# TED Ankara Kolejliler SK
Der TED Ankara Kolejliler Spor Kulübü ist ein 1954 gegründeter türkischer Sportklub aus Ankara, der an die private Bildungseinrichtung TED Ankara Koleji angeschlossen ist. Der Verein ist insbesondere durch seine professionelle Basketballmannschaft der Herren bekannt, die bereits mehrfach in internationalen Vereinswettbewerben spielte. Sowohl die Damenmannschaft als auch die Volleyballmannschaft der Damen und Herren spielt in der höchsten türkischen Spielklasse. Aber auch die Eishockeymannschaft der Herren spielte längere Zeit in den höchsten türkischen Spielklassen.

## Basketball

### Geschichte
Der Verein stieg 1966 in die erste türkische Liga auf. Es gelang Ankara zunächst bis 1977 in der ersten Liga zu bleiben. Dabei spielte der Verein in der Saison 1973/74 erstmals europäisch im Europapokal der Pokalsieger. Nach dem Abstieg 1977 entwickelte sich Kolejliler zu einer Fahrstuhlmannschaft. Bis zum Beginn der Saison 1990/91 stieg der Verein noch drei Mal auf und ab. Anfang der 1990er Jahre spielte Ankara zunächst erfolgreich und belegte 1992 den vierten und 1993 den dritten Rang in der Meisterschaft. Beginnend mit der Saison 1991/92 spielte Ankara drei Jahre in Folge im Korać-Cup. In der Saison 1993/94 erreichte Kolejliler die dritte Runde im Korać-Cup und scheiterte hier an ALBA Berlin. Es folgten mehrere Jahre in der zweiten türkischen Liga, unterbrochen durch die Aufstiege 1996, 1998, 2006, 2012. Allerdings konnte Ankara sich höchstens vier Jahre in der ersten türkischen Liga halten. Nach dem Aufstieg 2012 erreichte Ankara auf Anhieb die türkischen Play-offs und scheiterte dort im Viertelfinale an Anadolu Efes SK. Dennoch durfte Ankara im Eurocup 2013/14 starten und erreichte dort die K.-o.-Spiele im Achtelfinale.

### Übersicht Namensgeschichte
- Kolej: –1993
- Tiffany Tomato Kolejliler: 1993–1994
- Kolejliler: 1994–1996
- TED Kolej: 1996–1998
- Maydonoz Kolejliler: 1998–2001
- TED Kolej: 2001–2006
- CASA TED Kolejliler: 2006–2009
- Optimum TED Ankara Kolejliler: 2009–2012
- TED Kolejliler: 2012–2013
- Aykon TED Kolejliler: 2013–heute

### Kader
| Spieler | Spieler            | Spieler            | Spieler    | Spieler | Spieler | Spieler        |
| Nr.     | Nat.               | Name               | Geburt     | Größe   | Info    | Letzter Verein |
| ------- | ------------------ | ------------------ | ---------- | ------- | ------- | -------------- |
|         |                    | Guards (PG, SG)    |            |         |         |                |
| 5       | Turkei             | Berent Kavaklıoğlu | 04.05.1986 | 186     |         |                |
| 7       | Turkei             | Erdal Bibo         | 08.01.1977 | 206     |         |                |
| 18      | Lettland           | Kristaps Valters   | 18.09.1989 | 188     |         |                |
| 19      | Serbien            | Aleksandar Rašić   | 16.03.1984 | 195     |         |                |
| 24      | Vereinigte Staaten | Clay Tucker        | 14.06.1980 | 185     |         |                |
| 55      | Turkei             | Muhammed Baygül    | 03.06.1992 | 191     |         |                |
|         |                    | Forwards (SF, PF)  |            |         |         |                |
| 6       | Turkei             | Berkay Candan      | 22.05.1993 | 206     |         |                |
| 12      | Turkei             | Caner Erdeniz      | 25.03.1987 | 198     |         |                |
| 15      | Serbien            | Vanja Plisnić      | 28.07.1980 | 205     |         |                |
| 22      | Turkei             | Kaan Sariaslan     | 13.08.1987 | 197     |         |                |
| 54      | Turkei             | Kaan Sariaslan     | 13.08.1987 | 197     |         |                |
| 22      | Turkei             | Kerem Özkan        | 19.11.1988 | 201     |         |                |
|         |                    | Center (C)         |            |         |         |                |
| 21      | Serbien            | Vladimir Golubović | 24.02.1986 | 212     |         |                |
| 50      | Turkei             | Davud Kamer        | 21.11.1978 | 211     |         |                |

| Trainer | Trainer         | Trainer  |
| Nat.    | Name            | Position |
| ------- | --------------- | -------- |
| Turkei  | Ercüment Sunter | Chef     |

| Legende                 | Legende   |
| Abk.                    | Bedeutung |
| ----------------------- | --------- |
|                         |           |
| Quellen                 |           |
| Ligahomepage            |           |
| Stand: 13. Februar 2014 |           |

| Legende                 | Legende   |
| Abk.                    | Bedeutung |
| ----------------------- | --------- |
|                         |           |
| Quellen                 |           |
| Ligahomepage            |           |
| Stand: 13. Februar 2014 |           |

#### Ehemalige Spieler
- Kirk Penney 2012/13
- Jovo Stanojević 2012/13

## Eishockey
Die Eishockeyabteilung des Vereins nahm in den 1990er und 2000er Jahren an der höchsten Spielklasse der Türkei teil, der Superliga. Dabei belegte sie meist mittlere Plätze. Ende der 2000er Jahre wurde die Abteilung aufgelöst.

## Volleyball
Die Volleyball-Frauen nahmen 2012/13 am europäischen CEV-Pokal teil.